# ماعز الجبل اليمني

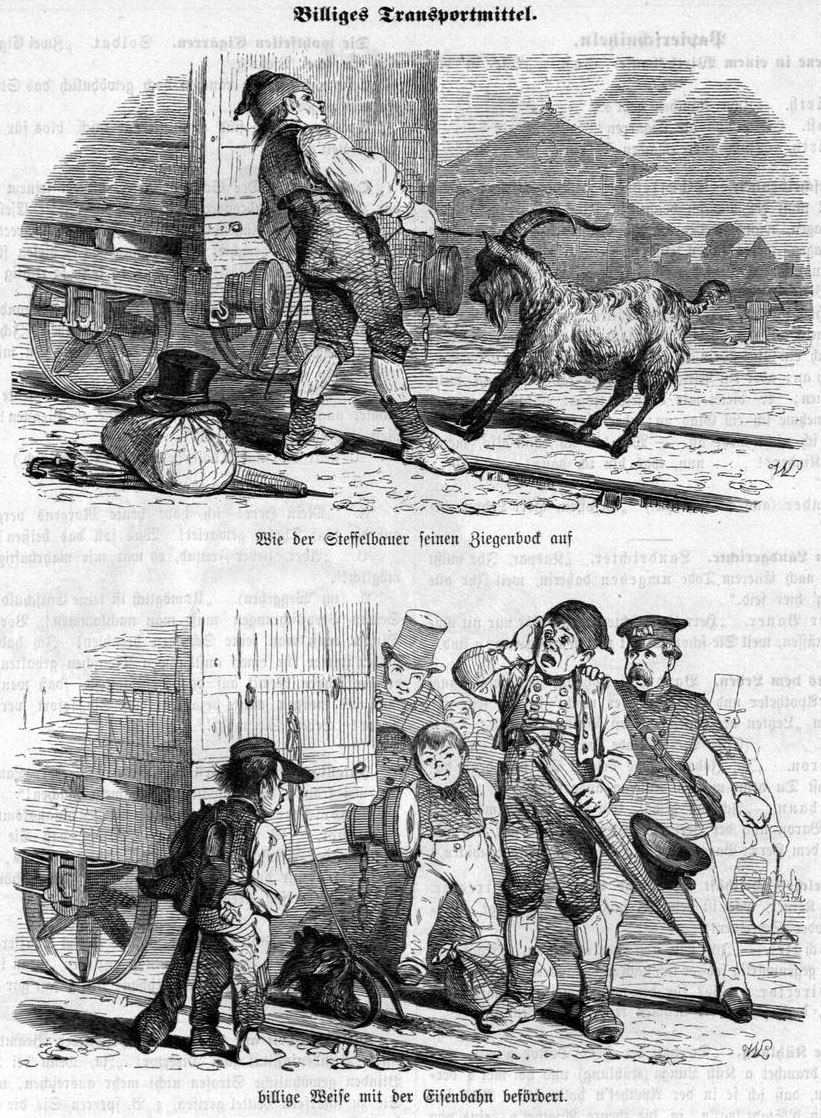
شعر الماعز اليمني الطويل و القرون الطويلة

ماعز الجبل اليمني يتواجد في جبال شمال اليمن وهي ذي شعر طويل أسود عادة.